# Paraceto
Genre
Paraceto est un genre d'araignées aranéomorphes de la famille des Trachelidae.

## Distribution
Les espèces de ce genre se rencontrent en Chine et en Corée du Sud.

## Liste des espèces
Selon World Spider Catalog (version 18.5, 16/09/2017) :
- Paraceto orientalis (Schenkel, 1936)
- Paraceto spiralis Jin, Yin & Zhang, 2017

## Publication originale
- Jin, Yin & Zhang, 2017 : Description of Paraceto gen. n. and a relimitation of the genus Cetonana (Araneae: Trachelidae). Zootaxa, no 4320(2), p. 225-244.